# Steve Allen (windsurfer)
Steve Allen, właśc. Stephen Allen (ur. 27 grudnia 1973 w Brisbane) – australijski zawodnik windsurfingu. Wielokrotny mistrz świata, zdobywca Pucharu Świata i Europy oraz tytułów mistrza Australii i Polski w tej dyscyplinie.

## Życiorys
Jest synem lekarza Westona Allena i pielęgniarki Lois Allen. Ma młodszego brata Marty’ego oraz dwie młodsze siostry, Loanne i Sharon. Pochodzi z rodziny o sportowych tradycjach, za sprawą ojca trenował wiele dyscyplin sportu.
Gdy miał 10 lat, zaczął trenować windsurfing. Jest wielokrotnym mistrzem Australii w windsurfingu w dyscyplinie wave. W 1992 zdobył tytuł mistrza świata seniorów, a w 1997 – mistrza świata w Formule 42. Jest trzykrotnym mistrzem świata w Formule Windsurfing (2003, 2006, 2009) i zdobywcą Grand Prix w tejże formule (2007, 2009, 2010). W 2019 osiągnął tytuł mistrza świata w klasie FW Foil.
W 2008 uczestniczył w ósmej edycji programu rozrywkowego TVN Taniec z gwiazdami. Równolegle z karierą sportową prowadzi szkolenia windsurfingowe dla innych zawodników, m.in. dla członków reprezentacji Chin na Letnich Igrzyskach Olimpijskich w 2024. Założył firmę Allen-Australia, w której sprzedaje sprzęt do surfingu.

## Życie prywatne
23 czerwca 2002 w kościele w Komorowie poślubił Agatę Pokorowską, którą poznał w 1991 i z którą rozwiódł się po ponad 20 latach małżeństwa. Ma z nią córkę Evę i syna Andy’ego. Mieszka w Kingscliff, nadmorskim mieście we wschodniej Australii.